# Gorazd Škof
Gorazd Škof (Novo Mesto, 11 de julio de 1977) es un jugador de balonmano esloveno que juega de portero en el TSG Friesenheim. Es además internacional con la selección de balonmano de Eslovenia.
Con la selección logró la medalla de plata en el Campeonato Europeo de Balonmano Masculino de 2004.

## Palmarés

### Celje
- Liga de balonmano de Eslovenia (4): 2005, 2006, 2007, 2008
- Copa de Eslovenia de balonmano (3): 2006, 2007, 2008

### RK Zagreb
- Liga de Croacia de balonmano (3): 2009, 2010, 2011
- Copa de Croacia de balonmano (3): 2009, 2010, 2011

### PSG
- Copa de la Liga de balonmano (1): 2017
- Liga de Francia de balonmano (1): 2017

## Clubes
- Gorenje Velenje ( -2004)
- RK Celje (2004-2008)
- RK Zagreb (2008-2011)
- RK Koper (2011-2013)
- HBC Nantes (2013-2016)[2]
- PSG (2016-2017)[3]
- HC Erlangen (2017-2019)
- SC Ferlach (2019)
- TSG Friesenheim (2019- )